# Zbigniew Gut
Zbigniew Gut (Wymiarki, 17 de abril de 1949 — Saint-Jean-de-Maurienne, 17 de março de 2010) é um ex-futebolista polonês. Ele competiu na Copa do Mundo FIFA de 1974, sediada na Alemanha, na qual a seleção de seu país terminou na terceira colocação dentre os 15 participantes.